# Дучман, Петр
Петр Ду́чман, немецкий вариант — Петер Дойчманн (в.-луж. Pětr Dučman, Wólšinski, нем. Peter Deutschmann, 13 марта 1839 года, деревня Бозанкецы, Лужица, Германия — 6 февраля 1907 год, Будишин, Германия) — серболужицкий врач, фотограф, общественный и театральный деятель. Считается основателем серболужицкого театра. Младший брат серболужицкого поэта и писателя Гандрия Дучмана.

## Биография
Родился 13 марта 1839 года в серболужицкой деревне Безанкецы в крестьянской семье. Окончив среднюю школу в Будишине, поступил в 1852 году в Серболужицкое педагогическое училище. Потом обучался в Лужицкой семинарии в Праге. Обучался также в пражской Малостранской гимназии. Будучи студентом в Праге принимал участие в деятельности серболужицкого студенческого общества «Сербовка». В 1858 году оставил своё обучение в Лужицкой семинарии и стал изучать в Праге медицину. В 1865 году получил медицинское образование и работал ассистентом врача в Праге. В 1866 году был призван на службу в австро-венгерскую армию. После армейской службы в 1867 году возвратился на родину в Будишин. С 1873 года работал врачом в Будишинской городской больнице. В 1898 году вышел на пенсию.
Скончался 6 февраля 1907 года и был похоронен 9 февраля на Николаевском кладбище в Будишине.

## Общественная деятельность
Будучи студентом в Праге, был знаком с председателем «Сербовки» Михалом Горником. В Праге занимался организацией студенческих театральных постановок. Вместе с Яном Чеслой перевёл на серболужицкий язык и постановил комедию «Rohowin Štyrirohač» чешского драматурга Вацлава Климента Клицперы (в оригинале комедия называлась «Rohovín Čtverrohý»). Эта комедия также была представлена основателями серболужицкого товарищества « Budyska Bjesada», среди которых были Ян Арношт Смолер. 2 октября 1862 года в Будишине состоялась премьера комедии «Rohowin Štyrirohač». Петр Дучман под псевдонимом Липинский написал пролог к этой комедии, который был опубликован в № 11 журнала «Łužičan» за 1862 год. В этом прологе описал цель и программу серболужицкого театра.
С 1861 года сотрудничал с природоведческим отделом серболужицкой культурно-просветительской организации «Матица сербская». В 1863 году вступил в «Матицу сербскую». С 1862 года был членом общественных организации «Budyska Bjesada», с 1867 года — членом организации «Общество святых Кирилла и Мефодия».
В 1867 году вместе с Яном Арноштом Смолером участвовал во Всеславянском съезде и Всероссийской этнографической выставке в Москве. Был на аудиенции у российского императора Александра II в Царском Селе.
Будучи врачом, занимался фотографированием больных. Выставлял свои фотографические работы в качестве познавательного материала на фотографических выставках в Берлине в 1896 году и в Лейпциге в 1897 году. До настоящего времени сохранилось 16 его фотографий, самая старая из которых датируется 1864 годом.